# 다프트 펑크
다프트 펑크(Daft Punk)는 1993년에 결성된 프랑스의 전자 음악 듀오이며, 기마누엘 드 오멩크리스토와 토마 방갈테르로 구성되었다. 전자 음악 역사상 가장 영향력 있는 음악가들로 알려진 이들은 1990년대 말 프렌치 하우스 유행 여파 일환으로 인기를 얻었으며, 그들은 하우스 음악을 펑크, 테크노, 디스코, 인디 록 및 팝 음악과 결합하여 다음 해에 비평가들의 호평와 상업적인 성공을 얻었다.
방갈테르와 오멩크리스토의 인디 록 밴드 달린'이 해체된 후, 그들은 드럼 머신과 신디사이저를 실험하기 시작했다. 그들의 데뷔 정규앨범 《Homework》는 1997년에 버진 레코드에서 발매되었고 수록곡 〈Around the World〉와 〈Da Funk〉가 좋은 평가를 받았다. 1999년부터 그들은 자신의 정체성을 확고히 하기 위해 헬멧, 의상, 장갑을 낀 로봇 페르소나로 활동했다. 그들은 언론에 얼굴을 비추지 않았다. 1996년부터 2008년까지 ED 뱅거 레코드사의 사장으로 알려진 페드로 윈터(Pedro Winter, 일명 Busy P)를 매니저로 두었다.
Daft Punk의 두번째 앨범인 《Discovery》는 수록곡 〈One More Time〉, 〈Digital Love〉 및 〈Harder, Better, Faster, Stronger〉의 흥행으로 더 큰 성공을 거두었다. 또한 이 앨범은 일본 애니메이션 감독 마쓰모토 레이지와 협력하여 제작한 애니메이션 영화 《인터 스텔라 5555》의 기반이 되었다. 세번째 정규앨범 《Human After All》은 싱글 〈Robot Rock〉과 〈Technologic〉이 영국에서 성공을 거두었지만 엇갈린 평가를 받았다. 이후 듀오는 2006년 아방가르드 SF 영화인 첫 번째 영화 《다프트 펑크의 일렉트로마》를 감독했다. 2006년과 2007년 사이 전 세계 순회 공연을 했으며 라이브 앨범 《Alive 2007》을 발표했는데, 이 앨범은 최고의 전자/댄스 앨범 부문에서 그래미상을 수상했다. 이후 2010년 영화 《트론: 새로운 시작》의 사운드트랙을 작곡했다.
2013년 다프트 펑크는 버진 레코드을 떠나 콜롬비아 레코드로 이적하여 네 번째 앨범인 《Random Access Memories》를 발매하여 호평을 받았다. 리드 싱글 〈Get Lucky〉가 전 세계 32개국 차트 10위권에 진입했다. 이 앨범으로 2014년 다섯개의 그래미상을 수상하였다. 2016년에는 다프트 펑크는 위켄드와 공동 작업한 〈Starboy〉로 빌보드 핫 100에서 최초로 1위를 하였다. 이후 2021년 해체을 발표했다.

## 구성원
| 이름                     | 소개                                                                                      |
| ------------------------ | ----------------------------------------------------------------------------------------- |
| 기마누엘 드 오멩크리스토 | - 생년월일 : 1974년 2월 8일(51세) - 출생지 : 프랑스 뇌이쉬르센 - 활동기간 : 1992년 ~ 현재 |
| 토마 방갈테르            | - 생년월일 : 1975년 1월 3일(50세) - 출생지 : 프랑스 파리 - 활동기간 : 1992년 ~ 현재       |

## 역사

### 1987–1992: 달링과 초기 활동

Daft Punk 워드마크

토마스 방갈테르와 기마누엘 드 오맹 크리스토는 1987년 파리에 위치한 카르노 중등학교(Lycée Carnot)의 운동장에서 만났다. 둘은 친한 친구가 되어, 다른 학교 친구들과 함께 데모 곡을 만들었다. 이 데모를 계기로 1992년 로랑 브랑코비츠(Laurent Brancowitz, 현재 피닉스의 기타리스트)와 함께 달링(Darlin')이라는 기타 기반(guitar-based)의 밴드를 결성하게 된다. 방갈테르와 드 오멩-크리스토가 기타와 베이스를 연주하는 동안, 브랑코비츠는 드럼을 쳤다. 이 삼인조 인디 록 밴드는 비치 보이스(Beach Boys)의 노래이름을 밴드이름으로 그대로 가져왔고, 원곡을 다시 부르기도 했다.
그들의 작업물은 영국의 독립 음반사인 듀오포닉 레코드사(Duophonic Records)의 편집앨범을 통하여 발표되었고, 스테레오랩(Stereolab)의 오프닝을 위해 영국에 초대된다. 방갈테르는 "우리가 했던 록앤롤은 그저 평범했고, 아주 짧은 기간였다. 한 6개월쯤. 2번의 공연에서 4곡을 부른게 전부였다"고 하였다. 결국 영국의 음악잡지, 멜로디 메이커(Melody Maker)에서 "한무리의 멍청한 펑크 록(a bunch of daft punk)"이라는 부정적인 리뷰를 받게되었다. 하지만 방갈테르와 드 오멩-크리스토는 이 리뷰를 잊어버리기는커녕 재미를 느끼게 된다. 나중에는 "우린 달링(Darlin')을 찾기 위해 오랫동안 애를 썼지만, 이런 일들이 순식간에 일어났어요."라고 회고했다. 달링은 곧 해체하였고, 브란코비츠는 밴드 피닉스(Phoenix)로 떠났고, 방갈테르와 드 오멩-크리스토는 다프트 펑크를 결성하고, 드럼머신과 신시사이저를 실험하게 된다.

### 1993–1999: 1집Homework
1993년 9월 다프트 펑크는 디즈니랜드 파리에서 열린 레이브 파티에 참석하여 Soma Quality Recordings 라는 레이블의 공동 설립자를 만났다. 레이브 파티에서 그 설립자에게 제공된 데모 테이프는 다프트 펑크의 데뷔 싱글인 〈The New Wave〉의 기초가 되었으며, 1994년에 한정 발매되었다. 이 싱글에는 〈The New Wave〉는 다프트 펑크의 첫 번째 앨범에 수록된 〈Alive〉라는 곡의 최종 믹스도 포함되어있다.
다프트 펑크는 1995년 5월 〈Da Funk〉를 녹음하기 위해 스튜디오로 돌아왔다. 데뷔 후 처음 상업적으로 성공한 싱글이 되었다. 다프트 펑크는 〈Da Funk〉의 성공 이후 매니저를 물색했다. 그들은 자신의 Hype 나이트클럽에서 다른 아티스트를 정기적으로 홍보하는 페트로 윈터를 고용했다. 다프트 펑크는 1996년 9월 버진 레코드와 계약을 체결하고 듀오가 자신들의 프로덕션 회사인 Daft Trax를 통해 메이저 레이블에 트랙을 라이선스하는 계약을 체결했다.
90년대 중후반 다프트펑크는 다양한 무대에서 헬멧없이 라이브 공연을 펼쳤다. 당시 그들은 다양한 스타일의 음악을 라이브 공연에서 믹스하는 것으로 유명했다.
〈Da Funk〉와 〈Alive〉는 후에 다프트 펑크의 1997년 첫 정규 앨범 《Homework》에 포함되었다. 미국 언론 빌리지 보이스는 이 앨범은 사장되어 가던 하우스 음악을 부활시키고 당시 유행하던 유로댄스에서 벗어나게 했다고 평가했다. 1997년 다프트 펑크는 《Daftendirektour》 월드 투어에서 라이브 무대를 위해 자신들의 장비를 사용하여 전 세계 도시에서 라이브 공연을 펼쳤다.
《Homework》 앨범에서 가장 유행한 싱글은 중독성 있는 리듬을 가진 하우스 음악인 〈Around the World〉였다. 다프트 펑크는 스파이크 존스, 미셸 공드리 등이 감독한 《Homework》의 뮤직비디오를 제작했다. 뮤직비디오들은 1999년 영화 《DAFT: A Story About Dogs, Androids, Firemen and Tomatoes》로 출시되었다. 1998년 방갈테르의 프로젝트성 그룹인 Stardust는〈Music Sounds Better With You〉를 발매했다.

## 음반
정규 음반
- Homework (1997년 1월 7일)
- Discovery (2001년 2월 26일)
- Human After All (2005년 3월 14일)
- Random Access Memories (2013년 5월 17일)

라이브 음반
- Alive 1997 (2001년 11월 6일)
- Alive 2007 (2007년 11월 20일)

리믹스와 편집음반
- Daft Club (remix album) - 2003년 12월 1일
- Human After All: Remixes (remix album) -2006년 3월 29일
- Musique Vol. 1 1993–2005 (compilation album) - 2006년 4월 4일

영화와 비디오
- D.A.F.T.: A Story About Dogs, Androids, Firemen and Tomatoes - 1999년
- Interstella 5555: The 5tory of the 5ecret 5tar 5ystem - 2003년
- Daft Punk's Electroma - 2006년
- TRON Legacy OST - 2010년

비정규 리믹스 음반
- Remix After All - 2009년
- Tron : Legacy R3configur3d - 2011년

### 영화
- 《트론: 새로운 시작》 OST 참여

### 단역
- 《트론: 새로운 시작》 - 캐스터 클럽의 DJ 역할

## 그래미 어워드
그래미상은 매년 미국 음반 예술 산업 아카데미(National Academy of Recording Arts and Sciences)에서 음반 분야의 탁월한 업적에 대해 수여하는 상이다. 다프트 펑크는 12번의 후보지명에서 7번의 상을 수상하였다.
| 연도 | 후보작                                       | 수상 부문                     | 결과 |
| ---- | -------------------------------------------- | ----------------------------- | ---- |
| 1998 | "Da Funk"                                    | 최고의 댄스 음반              | 후보 |
| 1999 | "Around the World"                           | 최고의 댄스 음반              | 후보 |
| 2002 | "One More Time"                              | 최고의 댄스 음반              | 후보 |
| 2002 | "Short Circuit"                              | 최고의 팝 연주 공연           | 후보 |
| 2006 | Human After All                              | 최고의 전자음악/댄스 앨범     | 후보 |
| 2009 | "Harder Better Faster Stronger (Alive 2007)" | 최고의 댄스 음반              | 수상 |
| 2009 | Alive 2007                                   | 최고의 전자음악/댄스 앨범     | 수상 |
| 2014 | Random Access Memories                       | 올해의 앨범                   | 수상 |
| 2014 | Random Access Memories                       | 최고의 댄스/일렉트로니카 앨범 | 수상 |
| 2014 | "Get Lucky"                                  | 올해의 레코드                 | 수상 |
| 2014 | Daft Punk & Pharrell Williams                | 최고의 팝/듀오 그룹           | 수상 |
| 2014 | Daft Punk & Pharrell Williams                | 최고의 팝/듀오 그룹 퍼포먼스  | 수상 |